# Oreopteris limbosperma
Espèce
Oreopteris limbosperma (appelée Polystic des montagnes, Fougère des montagnes ou Oreoptéris à sores marginaux) est une espèce de fougères de la famille des Thelypteridaceae.

## Synonymie
- Thelypteris limbosperma (All.) H.P. Fuchs
- Polystic montanum (Vogler) Roth
- Polystichum oreopteris DC.

## Répartition et habitat
Forêts dans l'étage montagnard et collinéen : Vosges, Alpes, Pyrénées.